# رباط چهارگوش
لیگامان چهارگوش (انگلیسی: Quadrate ligament) لیگامان چهارگوش یکی از لیگامان های مفصل رادیو النا پروکسیمال می باشد.

## ساختار
لیگامان چهارگوش به صورت یک باند نسبتاً عریض می‌باشد که از یک طرف به لبه تحتانی بریدگی رادیوس در روی اولنا میچسبد و در طرف دیگر به گردن رادیوس اتصال دارد. لبه های این لیگامان توسط فیبرهایی که از لیگامان حلقوی به آن می‌رسند تقویت می شود. طول لیگامان ۱۱ میلیمتر عرض ان ۸ میلیمتر و ضخامت آن یک میلیمتر است.

## عملکرد
از نظر عملکرد قسمت تحتانی کپسول مفصل آرنج را تقویت می کند و در پایداری مفصل پروکسیمال رادیو اولنا در برابر حرکات چرخشی شرکت می کند و باعث محدودیت حرکات سوپیناسیون در حد ۱۰ تا ۲۰ درجه و به میزان کمتر پروناسیون در حد ۵ تا ۸ درجه می گردد.